# 利托里亚塔楼
利托里亚塔楼（Torre Littoria）或皇家互助保险大厦（Grattacielo Reale Mutua）, 是都灵的第一座高层建筑，也是意大利最著名的理性主义建筑之一。它位于市中心，乔望尼·巴蒂斯塔·维奥蒂街（Via Giovanni Battista Viotti），靠近城堡广场（Piazza Castello）。

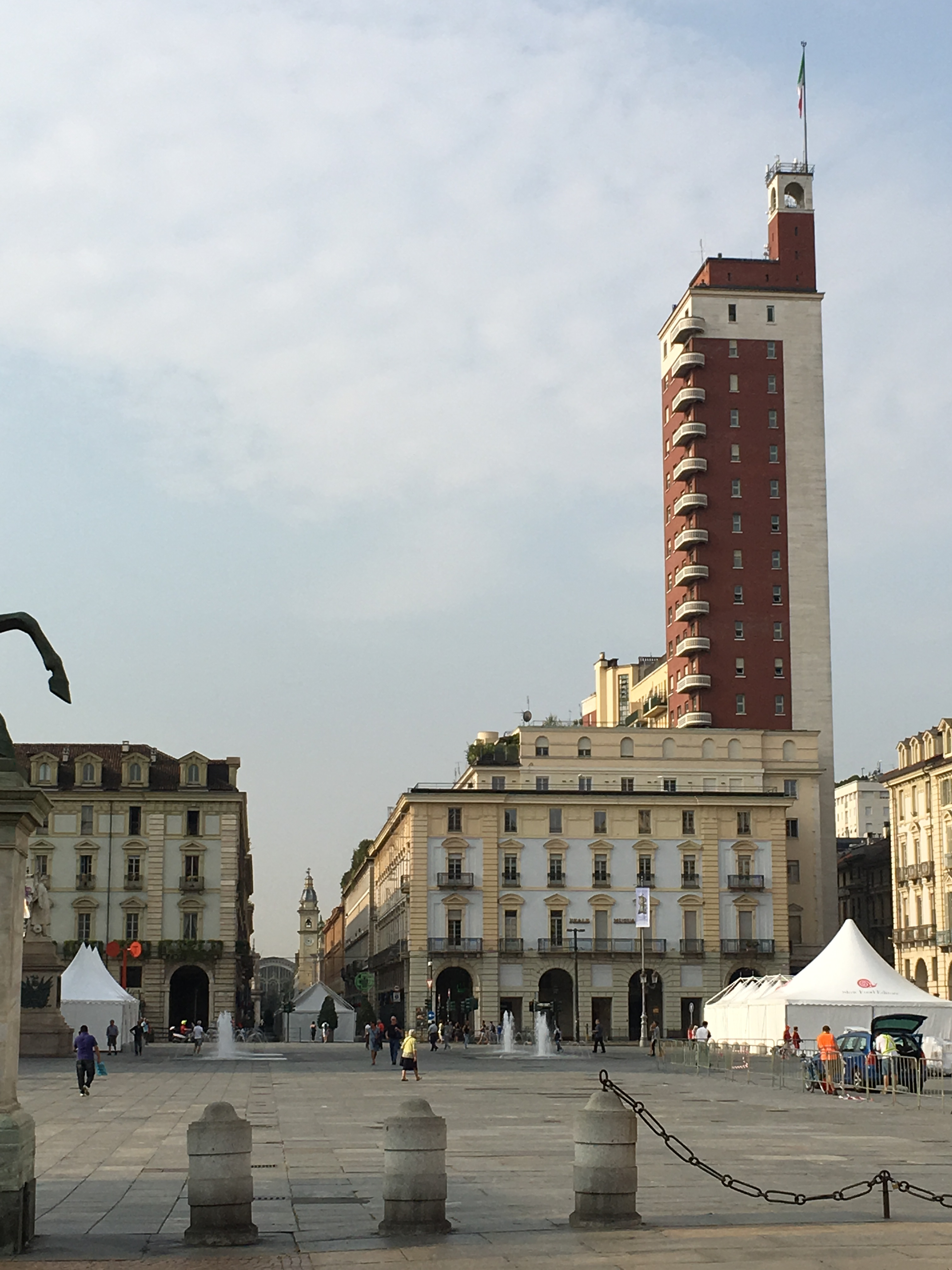
从城堡广场看利托里亚塔楼

利托里亚塔楼建于1933-34年，原本计划作为国家法西斯党的全国总部，但始终未能成为事实，该党的总部首先设在米兰，后来在罗马。相反，该建筑由出资的皇家互助保险公司（Reale Mutua Assicurazioni）所有。
该建筑是20世纪早期意大利理性主义建筑的一个突出例子，以广泛使用玻璃砖、熟料砖和油毡等创新材料而闻名，也是意大利第一座采用焊接金属结构框架的建筑。
该建筑占地三分之二个街区，由9层的低层部分和19层高的高层部分组成，屋顶高87米，加上天线塔，使建筑总高度达到109米;直到1940年，它是意大利最高的连续有人居住的建筑。第二次世界大战期间，它的屋顶安装了空袭警报器，是都灵58个空袭警报器之一。在1943年7月13日的轰炸中，这座建筑受到轻微破坏。
这座建筑的高度，接近都灵王宫，被认为是宣示法西斯主宰意大利萨伏依王朝。多年来，这座建筑一直被嘲笑为“刺眼”、“元首的手指”、“手机”和 “傲慢之塔”。